# Николас Абрахам
Николас Абрахам (на унгарски: Nicolas Abraham) е унгарски психоаналитик.

## Биография
Роден е на 23 май 1919 година в Кечкемет, Унгария. Учи философия в Сорбоната и завършва психоаналитичното си обучение през 50-те години на 20 век.
Абрахам е най-добре познат с работата си с Мария Тьорьок. Двойката приема много индивидуален подход към психоаналитичната теория, мислейки, че използването на предварително зададени понятия (кастрация, желание към майката и други) може да бъде твърде обвързващо относно личните мотиви на индивида и той да не може да ги вмести в собствената си рамка на лични преживявания.
Умира на 18 декември 1975 година в Париж на 56-годишна възраст.